# Sprašová rokle u Zeměch
Přírodní památka Sprašová rokle u Zeměch se rozkládá při jižním okraji vsi Zeměchy, která z administrativního hlediska je součástí města Kralupy nad Vltavou v okrese Mělník ve Středočeském kraji. Chráněné území je ve správě Krajského úřadu Středočeského kraje.
Předmětem ochrany je hluboce zaříznutá rokle v mocném profilu navátých spraší se zbytky vegetace, typické pro sprašové půdy. Jedná se o významný geomorfologický fenomén, který vyznačuje stratigrafický profil mezi starším a mladším pleistocénem, v jehož vrstvách je možné pozorovat černozem na spraši. Spraš se zde ukládala více než 200 000 let a střídání světlé a tmavé půdy nám dokazují střídání dob ledových a meziledových. Na okraji rokle jsou zachovány zbytky stepních porostů s výskytem vzácných a chráněných druhů rostlin a živočichů 
Zdejší vlhké prostředí na dně rokle vyhovuje rostlinám, jako je sasanka hajní (Anemone nemorosa), nebo bažanka vytrvalá (Mercurialis perennis). Z fauny zde můžeme najít velké množství bezobratlých živočichů, zejména blanokřídlý hmyz. 

## Lokalita

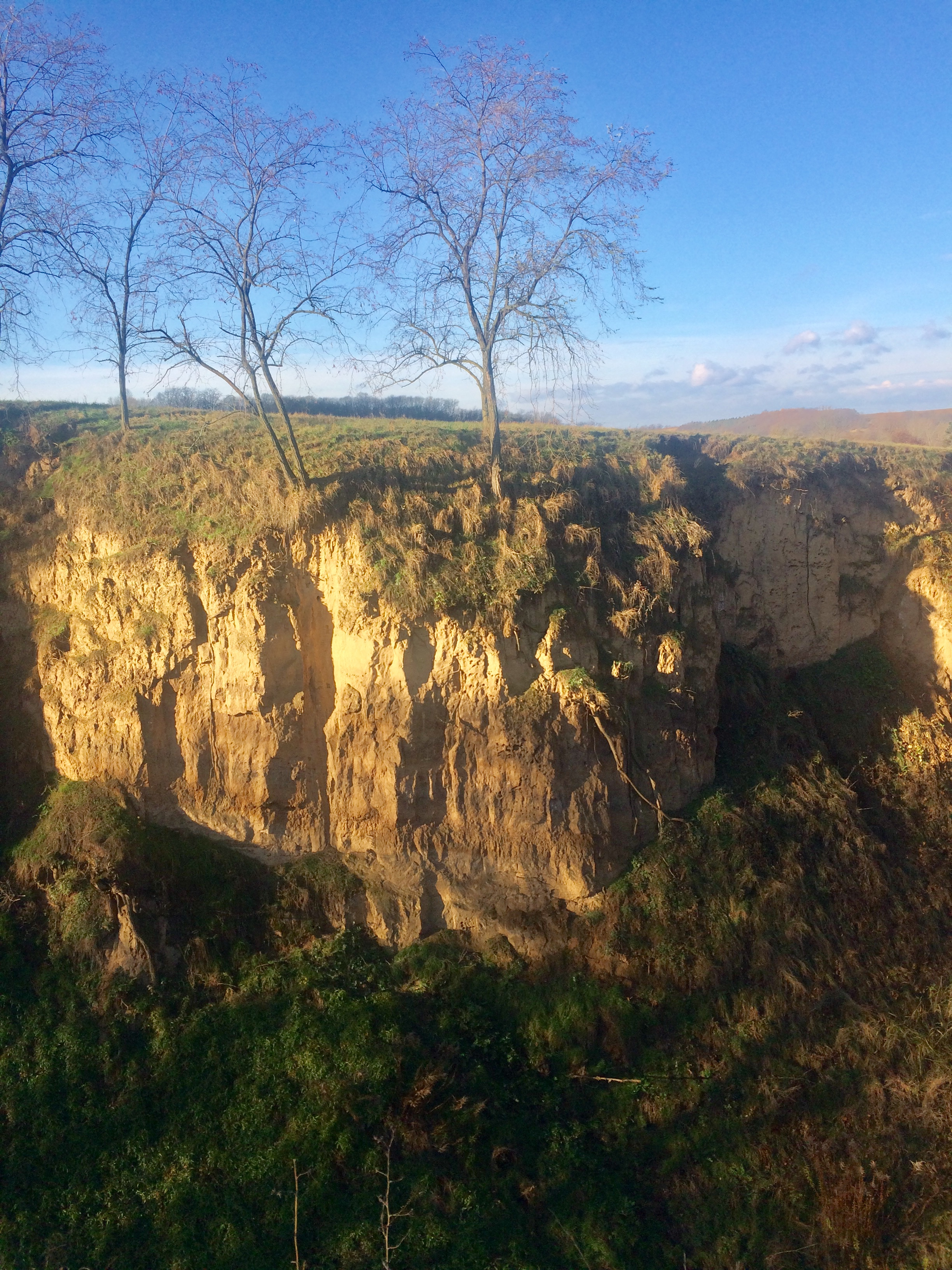
Hlavní stěna rokle

Sprašová rokle se nachází na jižním okraji vsi Zeměchy, která je součástí Kralup nad Vltavou v okrese Mělník.  Chráněné území se nachází v nadmořské výšce 195–214 metrů a celková výměra lokality je 1,4938 ha. Rokle je na svém okraji obklopena stepní vegetací, na kterou navazují hospodářsky aktivní pole.
Leží v oblasti permokarbonu a terciéru středočeské a západočeské limnické oblasti. Geomorfologicky spadá do pražské plošiny (soustava Kladenská tabule). Tu charakterizuje převážně plochý reliéf s vyvýšeninami a nečetnými zářezovými roklemi. Samotný sprašový zářez této rokle dosahuje do hloubky více než 10 metrů.

## Historie
Tato přírodní památka byla vyhlášena okresním národním výborem Mělník 19. prosince 1986, přičemž vyhláška vstoupila v platnost 1. ledna 1987.
Spraš se zde ukládala více než 200 000 let a střídání světlé a tmavé půdy nám dokazují střídání dob ledových a meziledových. Spraše vznikaly vyvátím jemnozrnného materiálu z teplých i studených oblastí, bez rostlinného pokryvu, ležících v předpolí kontinentálních ledovců. Tato rokle je velice významná, jelikož většina zonálně sprašových stepí byla v minulosti přeměněno na hospodářská pole. 

## Přírodní poměry

### Geologie a pedologie
Ve stěně můžeme nalézt arkózové pískovce a slepence svrchního karbonu kladenské pánve. Tyto arkózové pískovce obsahují značný podíl bělavých živců a ve slepencích převládá křemen a tmavé valouny buližníků. Je zde také velmi dobře vidět střádání vrstev o různé zrnitosti. Spraš zde dosahuje mocnosti přes deset metrů. Jedná se o klastický (úlomkovitý) sediment navátého (eolitického) původu. Velikost částic je většinou velká 0,03–0,06 mm. Skládá se z křemenného materiálu s hojnou jílovitou a vápnitou příměsí. Na profilu lze vidět charakteristické vlastnosti této horniny. Spraš je nevrstevnatá a rozmnělnitelná v prstech. Ve spraši můžeme nalézt drobné vápnité konkrece. Typická barva je okrová. Na stěně spraší jsou dobře vidět tmavé horizonty tzv. pohřbených půd. Spodní patří do doby ledové (glaciálu). V horní části jsou tři vrstvy fosílií (pohřbených půd). Od země nahoru lze vidět střídání dob ledových a dob meziledových. Svrchní vrstva je již současná půda, která zahrnuje i povrchovou vrstvu ornice.

### Flóra
Rostou zde dřeviny s převahou javoru (Acer), dubu (Quercus) a akátu (Robinia pseudacacia). V podrostu se vyskytuje hájová květena - dymnivka dutá (Corydalis cava), kozinec bezlodyžný (Astragalus exscapus), bělozářka liliovitá (Anthericum liliago), sasanka hajní (Anemone nemorosa), hvězdnice zlatovlásek (Aster linosyris), hvězdnice chlumní (Aster amellus) a bažanka vytrvalá (Mercurialis perennis). Z čeledi lipnicovitých zde můžeme najít kavyl Ivanův (Stipa pennata). Problémem je zarůstání této vegetace akátem, proto se musí akát odstraňovat.

### Fauna
Významnou složkou jsou stepní bezobratlí, především blanokřídlý hmyz. Velice vzácný je sklípkánek pontický (Atypus muralis) a z měkkýšů suchomilka (Helicella striga). 

## Ochrana
Předmětem ochrany je především geologický fenomén - sprašové sedimenty se třemi horizonty fosilních půd a fosilní faunou.
Hlavním dlouhodobým ochranářským cílem je zachovat silně reliktní rostlinná a živočišná společenstva zonální (sprašové) černozemní stepi, a také udržení geomorfologického objektu - 18 metrů hluboké rokle. Stepní společenstva se musí chránit před zarůstáním dřevinami. Takto je potřeba chránit i jiné části rokle: osypy, hrany nebo stěny. Protože dřeviny (zejména akát) mají na svědomí řícení strmých stěn. V roce 1980 byl proveden první asanační zásah na redukci dřevin. Následně byl několikrát opakován. Poslední proběhl roku 2004 a ukazuje se jako potřebné tyto redukce opakovat s větší intenzitou.
Dalším problémem je spad z průmyslových podniků přilehlých měst (Mělník a Kralupy nad Vltavou) a hromadění odpadů z domácností v ústí rokle.

## Hospodářství
Sprašová ostrožna byla ještě v druhé polovině 60. let odkopávána místními obyvateli pro získání hlíny, která sloužila pro vymazávání kamen. Toto odkopávání narušovalo stabilitu a zmenšovalo rozlohu.
Kolem poloviny 20. století došlo k zalesnění jihozápadní části rokle. Také zde byly vysazeny solitérní dřeviny (akáty), což mělo negativní vliv na rokli. Okolí rokle je hojně hospodářsky využíváno. Hospodaří se zde podle platných hospodářských plánů, ale na rokli to má velký vliv - hlavně eutrofizací a chemizací půdy v bezprostřední blízkosti rokle. Mezi doporučení udržitelného hospodaření patří znovuobnovení pastvy v okolí rokle.

## Turismus
Na lokalitu nevede žádná značená turistická stezka, avšak lze tam dojít poměrně snadno ze Zeměch. Na jižním konci vesnice je úzká cesta vedoucí vpravo přímo do rokle (ulice V Rokli), vstup je označený dřevěnou šipkou. Pokud chce návštěvník vidět rokli z výšky, musí jít cestou vlevo do mírného kopce. Rokli je vhodné navštívit za suchého počasí, jelikož cesta jinak bývá bahnitá a dolů do rokle se špatně dostává.

## Fotogalerie

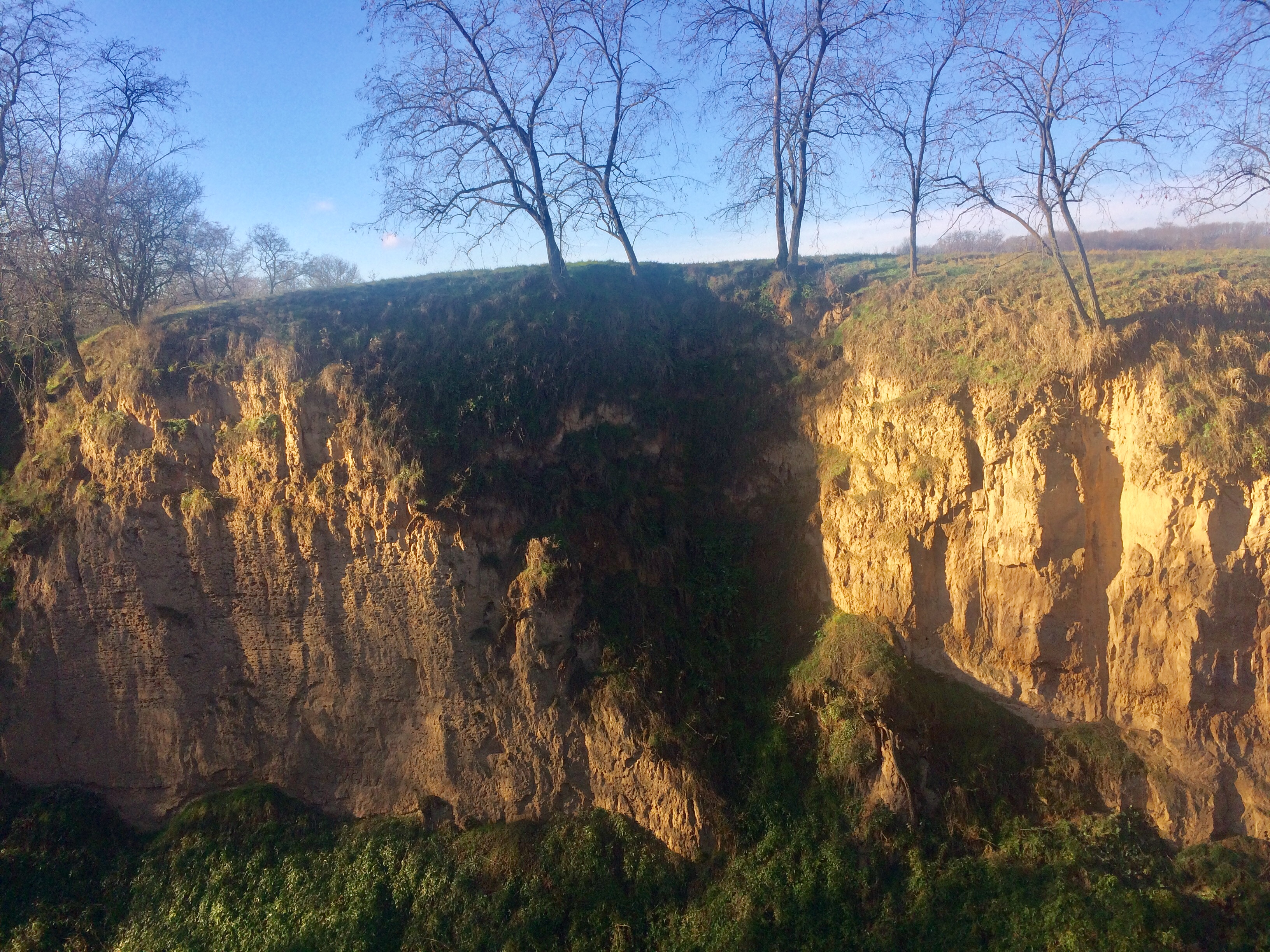
Zářez ve stěně
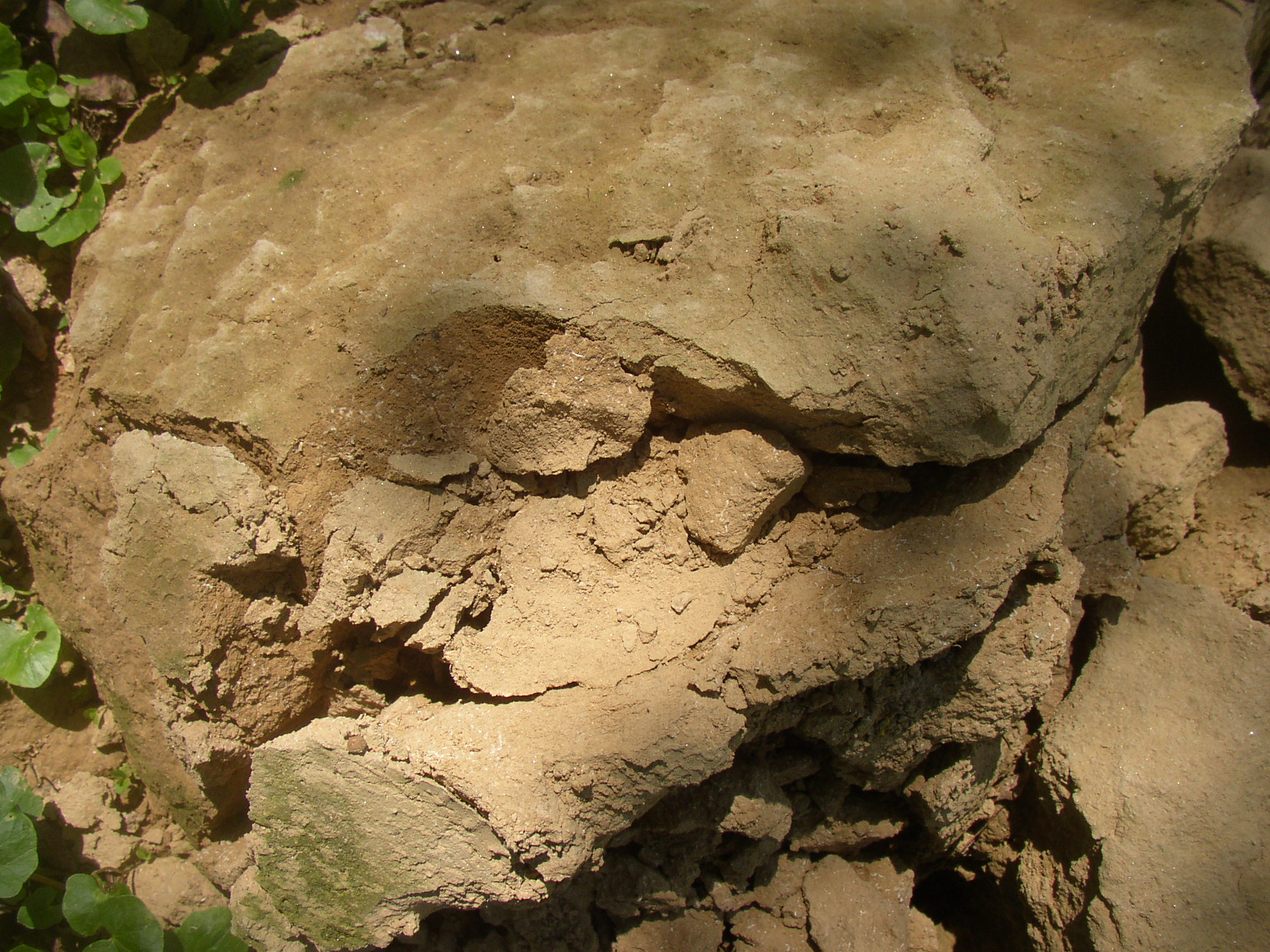
Struktura usazenin
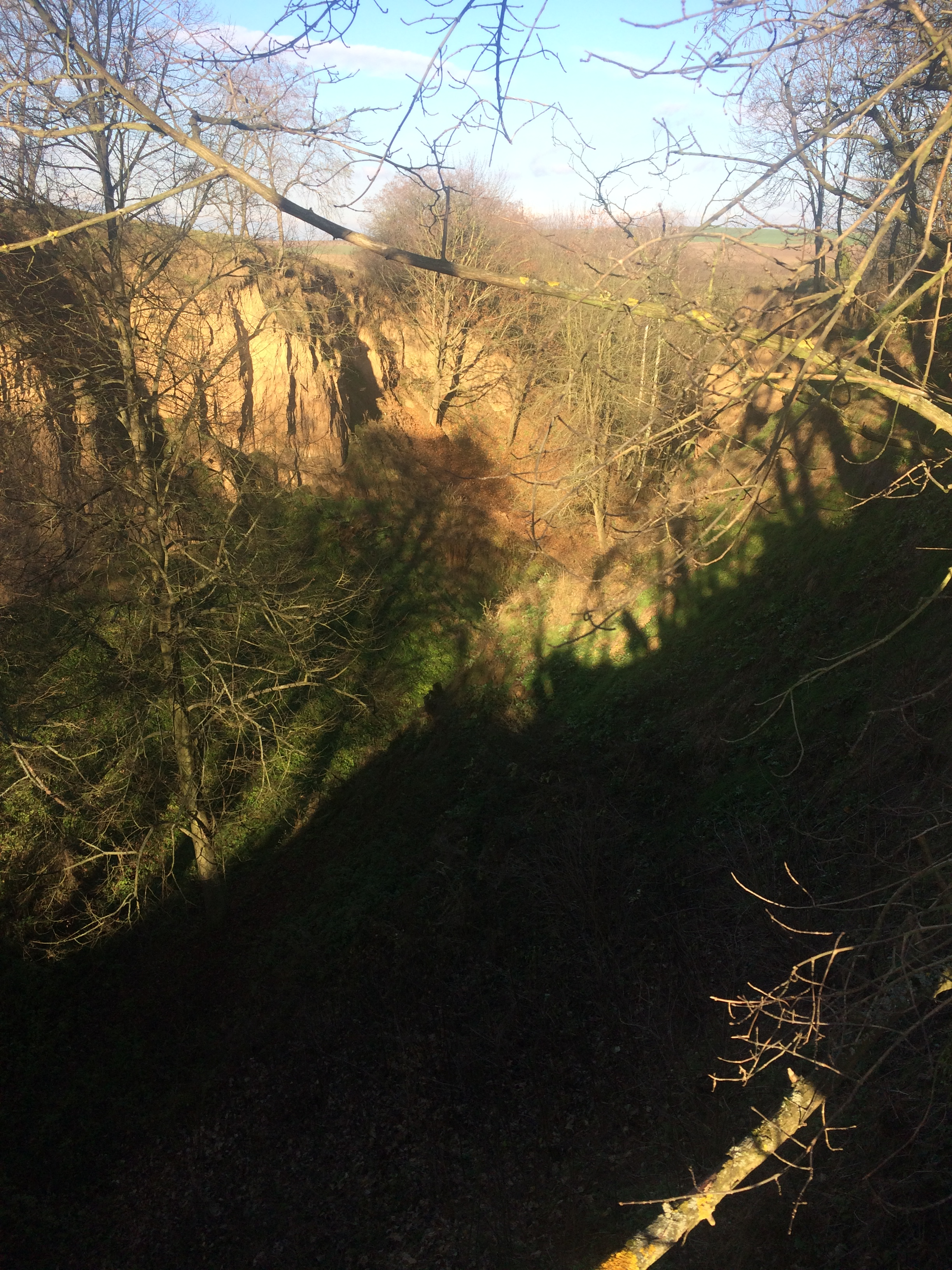
Celkový pohled shora
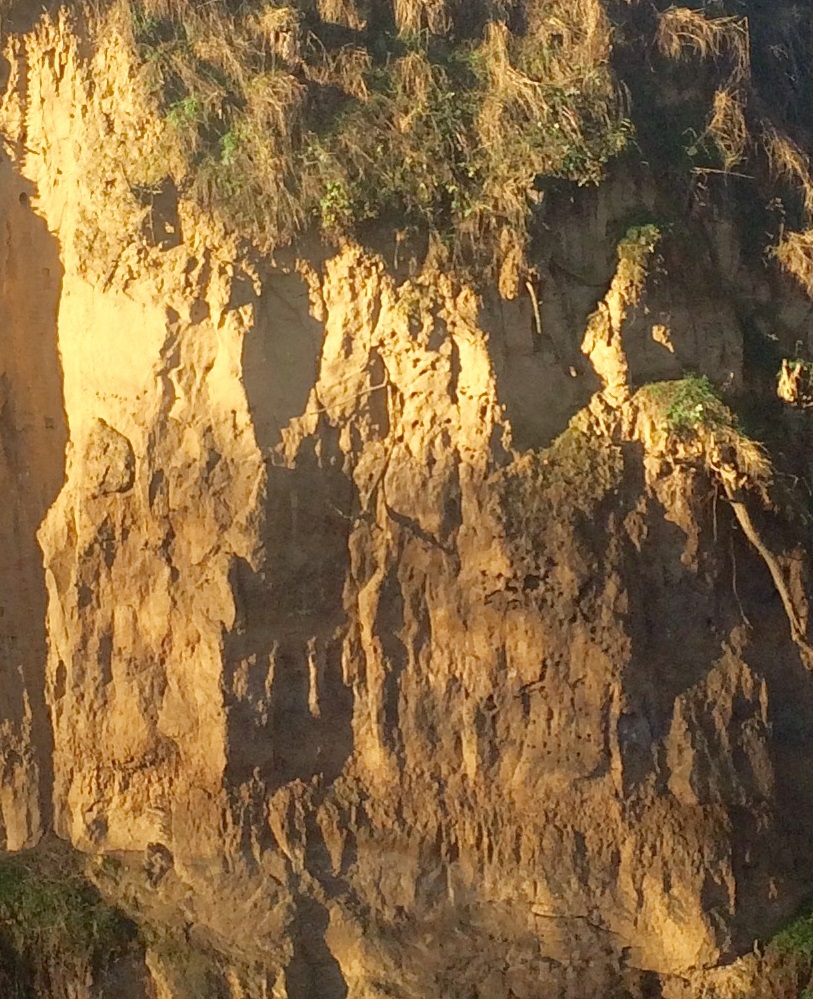
Střídání vrstev
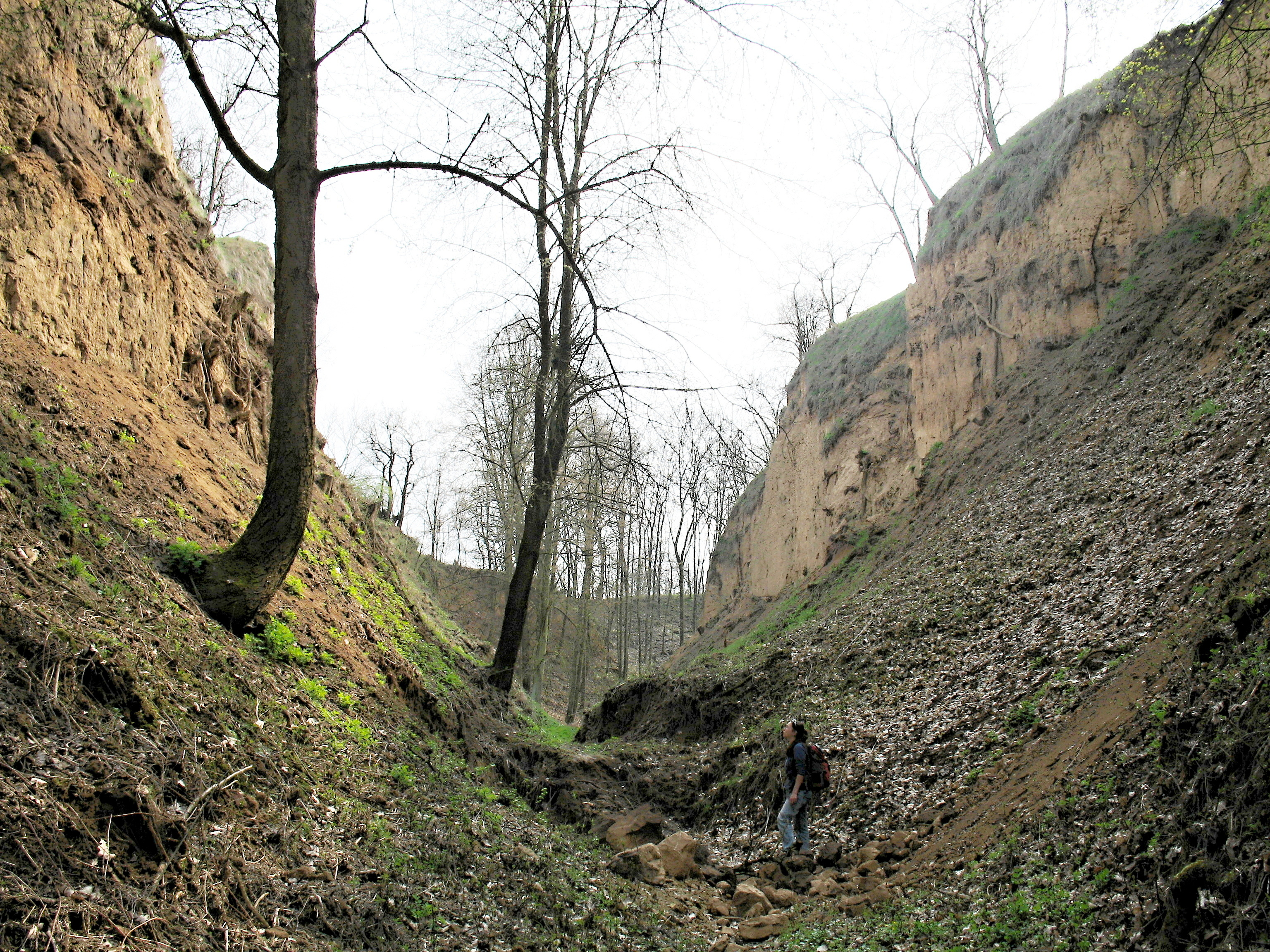
Na dně rokle
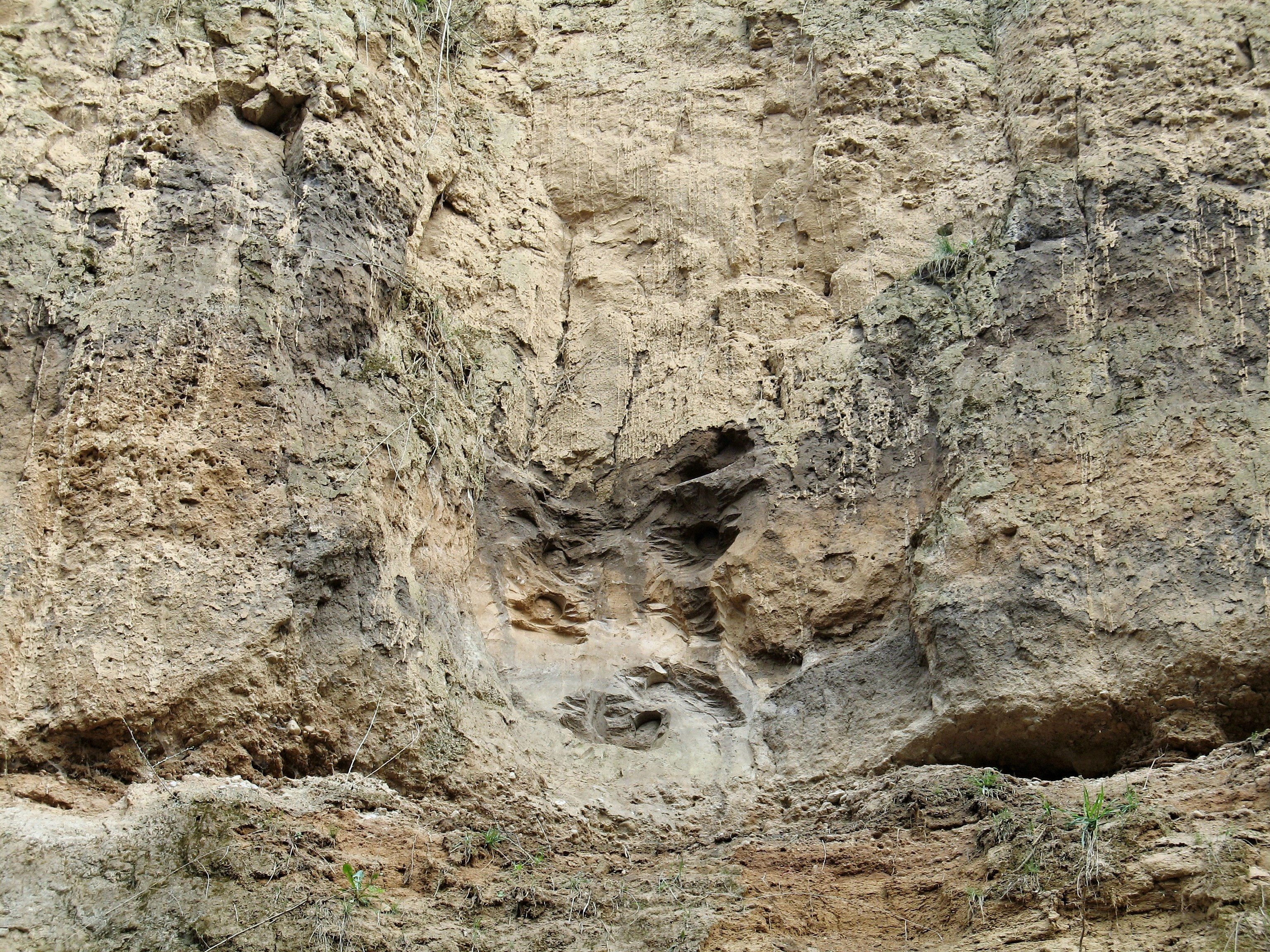
Detail stěny